# علم الاجتماع الاقتصادي
علم الاجتماع الاقتصادي هو فرع من فروع علم الاجتماع العلم الذي يسعى إلى تحليل ووصف الإنتاج والتوزيع، والاستهلاك للثروة، إن كلمة «الاقتصاد» مُشتقة من كلمة يونانية [oikos] تعني «الأسرة، السكن، الدولة،» وايضا كلمة [nomos] «العرف والقانون»، وبالتالي يعني «التدبير المنزلي» أو «إدارة الدولة». الخبير الاقتصادي هو شخص يستخدم المفاهيم والبيانات الاقتصادية في سياق العمل المالي والاقتصادي، أو شخص قد حصل على شهادة متخصصة في هذا الموضوع. التعريف الكلاسيكي للاقتصاد، التي عرفته ليونيل روبنز في عام 1932، هو «العلم الذي يدرس السلوك الإنساني كعلاقة بين الوسائل النادرة وجود استخدامات البديلة.» دون ندرة والاستخدامات البديلة، ليس هناك مشكلة اقتصادية. إيجازا بعد هو «دراسة كيفية يسعى الناس لتلبية احتياجات ورغبات» و«دراسة الجوانب المالية للسلوك البشري.»
الاقتصاد له فرعين رئيسيين: الاقتصاد الجزئي، حيث وحدة التحليل هي الوكيل الفردية، مثل الأسرة أو شركة، والاقتصاد الكلي، هي وحدة التحليل والاقتصاد ككل. تقسيم آخر للموضوع يميز الاقتصاد الإيجابية، الذي يسعى إلى التنبؤ وتفسير الظواهر الاقتصادية، هو الاقتصاد المعياري، الذي يعتمدعلى الخيارات والإجراءات والمعايير. وينطوي قبل اتخاذ أي قرار، الاعتماد على الحكم الذاتي وبعض المعايير. منذ وقت مبكر من القرن ال20، ركز الاقتصاد إلى حد كبير على كميات قابلة للقياس، وتوظيف كل من النماذج النظرية والتحليل التجريبي. النماذج الكمية يمكن أن تعزى بقدر ما يعود إلى المدرسة الفيزيوقراطية. وقد تم تطبيق المنطق الاقتصادي على نحو متزايد في العقود الأخيرة لحالات اجتماعية أخرى مثل السياسة والقانون وعلم النفس والتاريخ والدين والزواج والحياة الأسرية، والتفاعلات الاجتماعية الأخرى. هذا النموذج يفترض التالي: (1) أن الموارد شحيحة لأنها ليست كافية لتلبية جميع يريد، و (2) أن «القيمة الاقتصادية» هو الاستعداد للدفع مثل ما كشف السوق على سبيل المثال عن طريق معاملات السوق، المدارس البدعية الفكرية المنافسة، مثل اقتصاد المؤسسية، والاقتصاد الأخضر، والاقتصاد الماركسي، وعلم الاجتماع الاقتصادي، تفرض افتراضات اساسية على سبيل المثال، الاقتصاد الماركسي يفترض أن الاقتصاد في المقام الأول يتعامل مع التحقيق في قيمة التبادل، منها العمل البشري هو المصدر.

## الفترة الكلاسيكية
نشأ علم الاجتماع الاقتصادي كمنهج جديد لتحليل الظواهر الاقتصادية؛ مؤكدًا بشكل خاص على الدور الذي تلعبه البنى والمؤسسات الاقتصادية في المجتمع، والتأثير الذي يسببه المجتمع في طبيعة هذه البنى والمؤسسات الاقتصادية. تُعد العلاقة بين الرأسمالية والحداثة قضية بارزة، وربما يكون أفضل تعبير عنها لدى فيبر في «الأخلاق البروتستانتية وروح الرأسمالية» (1905)، وسيمل في «فلسفة المال» (1900). يمكن القول بأن علم الاجتماع الاقتصادي بدأ مع كتابي توكفيل «الديمقراطية في أمريكا» (1835-1840)، و«النظام القديم والثورة» (1856). حاولت المادية التاريخية لماركس أيضًا إظهار أثر القوى الاقتصادية على بنية المجتمع بصورة جوهرية. نشر إميل دوركهايم «تقسيم العمالة في المجتمع» في عام 1922، وصدر كتاب ماكس فيبر «الاقتصاد والمجتمع» في العام ذاته.

## الفترة المعاصرة
يركز علم الاجتماع الاقتصادي المعاصر على التبعات الاجتماعية للتبادلات الاقتصادية، والمعاني الاجتماعية التي تحملها، والتفاعلات الاجتماعية التي تسهلها أو تعيقها. من الشخصيات البارزة في علم الاجتماع الاقتصادي الحديث: فريد ل. بلوك، وجيمس اس. كولمان، وباولا انجلند، ومارك جرانوفيتر، وهاريسون وايت، وبول دي ماجيو، وجويل م. بودولني، ولينيت سبيلمان، وريتشارد سويدبرج، وفيفيانا زيليزر في الولايات المتحدة الأمريكية، وكذلك كارلو تريجيليا، ودونالد أنجوس ماكينزي، ولوران ثيفينوت، وجينس بيكيرت في أوروبا. يمكن إضافة أميتاي عتسيوني إلى هذه الأسماء، إذ طور فكرة الاقتصاد الاجتماعي، وتشاك سابيل، وولفغانغ ستريك، ومايكل موسيو العاملين في عرف الاقتصاد السياسي وعلم الاجتماع.
أدى التركيز على التحليل الرياضي وتعظيم المنفعة خلال القرن العشرين إلى اعتبار البعض أن الاقتصاد مجال يبتعد عن جذوره في العلوم الاجتماعية. تنطلق العديد من الانتقادات الموجهة للاقتصاد أو السياسات الاقتصادية من الاتهام بأن النمذجة المجردة تغفل عن بعض الظواهر الاجتماعية الرئيسية التي يجب معالجتها.
علم الاجتماع الاقتصادي هو محاولة من علماء الاجتماع لإعادة تعريف المسائل الاجتماعية التي يعالجها الاقتصاديون بصورة تقليدية، وإجابة على محاولات الاقتصاديين (مثل غاري بيكر) لجلب مقاربات اقتصادية -وخاصة تعظيم المنفعة، ونظرية الألعاب- لتحليل المواقف الاجتماعية غير المرتبطة بشكل واضح بالإنتاج أو التجارة. في كتابه «التحول الكبير»، كان كارل بولاني أول منظر يطرح فكرة «التضمين»، وهذا يعني أن الاقتصاد «مضّمن» في المؤسسات الاجتماعية التي تعد حيوية حتى لا يدمر السوق جوانب أخرى من الحياة البشرية. يخدم مفهوم «التضمين» علماء الاجتماع الذين يدرسون التطورات التكنولوجية. رسم كل من مارك جرانوفيتر وباتريك ماكغوير خريطة الشبكات الاجتماعية التي حددت اقتصاديات الصناعة الكهربائية في الولايات المتحدة الأمريكية. حلل رونين شامير كيف سهّل إدخال الكهرباء إلى فلسطين أثناء الاحتلال البريطاني إنشاء اقتصاد مزدوج قائم على الإثنية. وعلى الرغم من ذلك، انُتقد شكل بولاني من الشكوكية السوقية لدعمه تأقصد المجتمع بدلًا من الحد منه.

## للمزيد من القراءة
- المراجعة الاجتماعية والاقتصادية
- المجلة الأمريكية للاقتصاد وعلم الاجتماع

## روابط خارجية
- علم الاجتماع الاقتصادي – النشرة الإلكترونية الأوروبية